# Stansiya Daşarx
Stansiya Daşarx è un comune dell'Azerbaigian situato nel distretto di Şərur.